# Brigitte Sleeking
Brigitte Sleeking est une joueuse néerlandaise de water-polo née le 19 mars 1998 à Dordrecht, en Hollande-Méridionale. Elle a remporté avec l'équipe des Pays-Bas la médaille de bronze du tournoi féminin aux Jeux olympiques d'été de 2024, organisés à Paris.